# Meerut (distrikt)

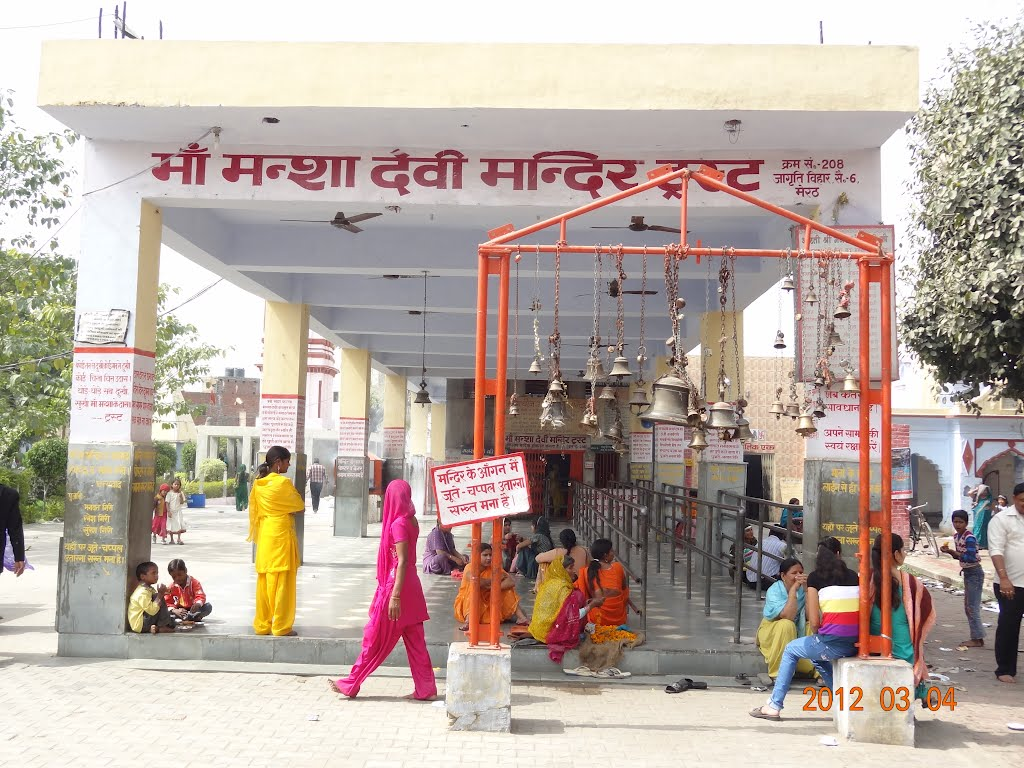
Torg i huvudorten Meerut.

Meerut är ett distrikt i den indiska delstaten Uttar Pradesh, och hade 2 997 361 invånare år 2001 på en yta av 2 521,6 km². Det gör en befolkningsdensitet på 1 188,67 inv/km². Den administrativa huvudorten är staden Meerut. De dominerande religionerna i distriktet är Hinduism (65,54 %) och Islam (32,55 %).

## Administrativ indelning
Distriktet är indelat i tre kommunliknande enheter, tehsils:
- Mawana, Meerut, Sardhana

## Städer
Distriktets städer är huvudorten Meerut samt Aminagar urf Bhurbaral, Bahsuma, Daurala, Hastinapur, Karnawal, Kharkhoda, Kithaur, Lawar, Mawana, Meerut (Cantonment), Mohiuddinpur, Parikshitgarh, Phalauda, Sardhana, Sewalkhas
Urbaniseringsgraden låg på 48,44 procent år 2001.